# The Housekeepers
The Housekeepers zijn 3 Italiaanse dj's, te weten DJ Umile, Fabio Di Bartolomeo en DJ Simi.

## Biografie
De drie dj's werken al samen sinds 1998 en produceren muziek voor de dancefloor.
In 2005 scoorden ze een clubhit met Go down, een bewerking van Amanda Lears Queen of Chinatown.

## Discografie
| Single met eventuele hitnotering(en) in de Nederlandse Top 40 | Datum van verschijnen | Datum van binnenkomst | Hoogste positie | Aantal weken | Opmerkingen             |
| ------------------------------------------------------------- | --------------------- | --------------------- | --------------- | ------------ | ----------------------- |
| Go down                                                       |                       | 4-6-2005              | 21              | 5            | Dancesmash op Radio 538 |